# Estrée-Cauchy

Estrée-Cauchy este o comună în departamentul Pas-de-Calais, Franța. În 1 ianuarie 2022 avea o populație de 353 de locuitori.